# 村松高直

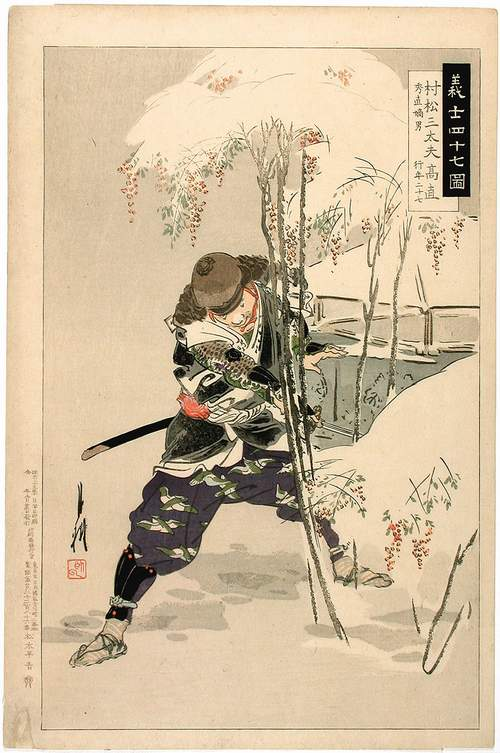
『義士四十七図 村松三太夫高直』（尾形月耕画）

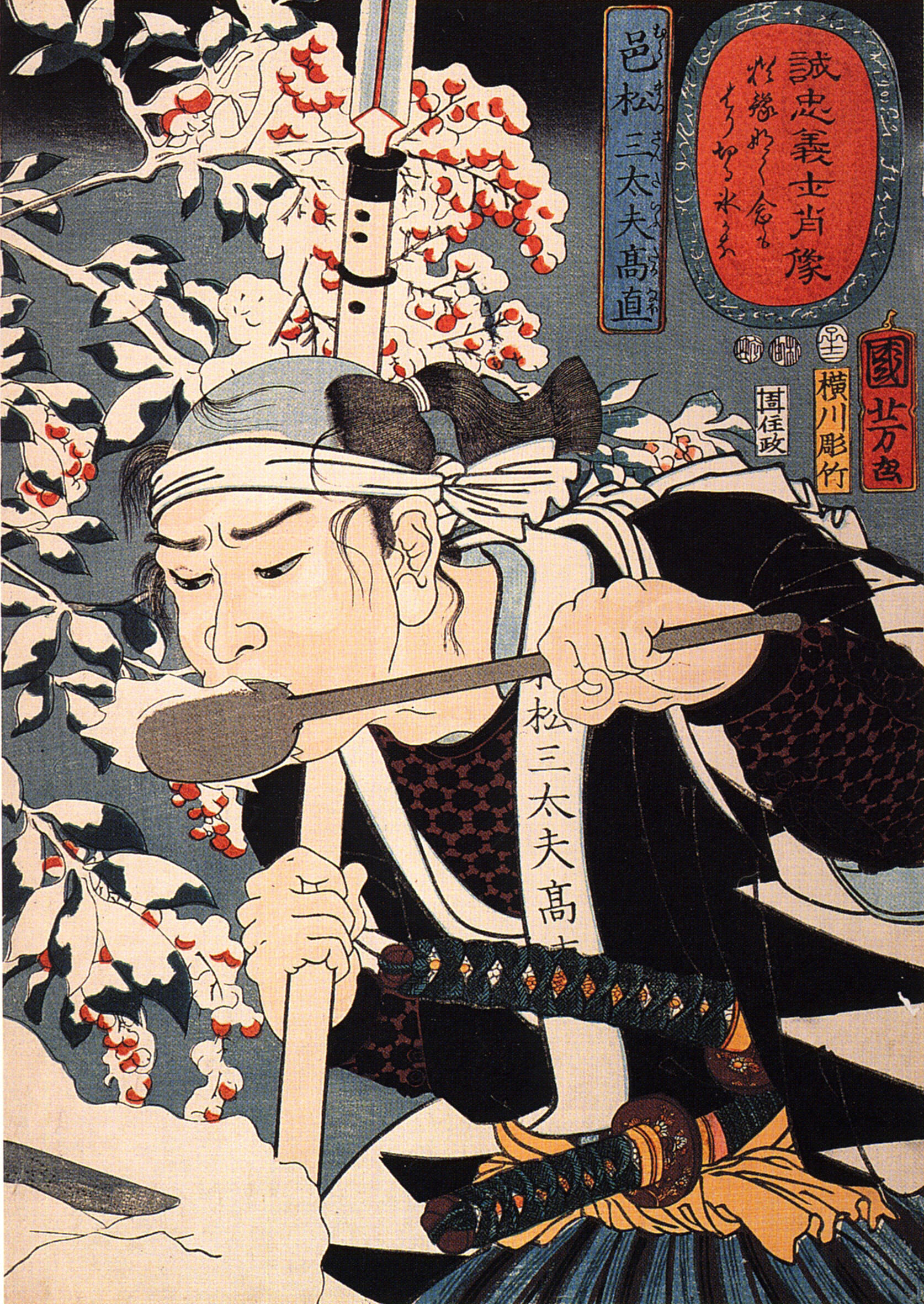
『誠忠 義士肖像』より「邑松三太夫高直」（歌川国芳画）

村松 高直（むらまつ たかなお、延宝5年（1677年） - 元禄16年2月4日（1703年3月20日））は、江戸時代前期の武士。赤穂浪士四十七士の一人。通称は三太夫・ 三大夫（さんだゆう）。

## 生涯
延宝5年（1677年）、赤穂藩士・村松秀直の長男として誕生。母は村松茂清の娘。赤穂藩では家督前の部屋住みの身であった。
元禄14年（1701年）3月14日に主君・浅野長矩が吉良義央に刃傷に及んだ際、高直は父・秀直と江戸にあった。そしてともに赤穂へ行き、大石良雄に神文血判書を提出して江戸へ戻った。その後しばらくは秀直と行動を共にしていたようであるが、やがて秀直とは別に芝源助町の借家に移り住み、礒貝正久や茅野常成と同居した。荻野十左衛門・植松三太夫などの変名をつかっている。父とともに吉良邸討ち入りに参加し、裏門隊に所属（秀直は表門隊）。大石良雄が「敵ながら天晴れな者」と称賛した榊原平右衛門を斬る。
吉良邸へ討ち入り、武林隆重が吉良義央を斬殺し、一同がその首をあげたあとは、水野忠之の屋敷に預かりとなり、同家家臣広瀬半助の介錯で切腹した。享年27。浅野長矩と同じ江戸の高輪泉岳寺に葬られた。法名は刃清元剣信士。

## 子孫
- 独身であり妻子はいない[2]。

## 創作
祖父は町人であった。薪割り屋に変装して吉良邸を探る。吉良の様子がなかなか掴めないと苛だち、同志に八つ当たりする。